# 카융가구

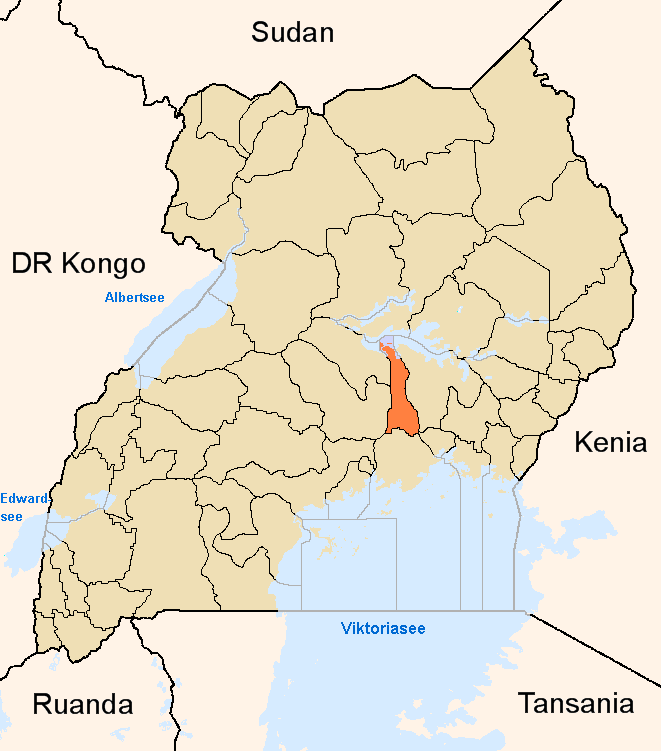
카융가구의 위치

카융가구(Kayunga)는 우간다 중남부에 위치한 구로, 행정 중심지는 카융가이며 면적은 1,810km2, 인구는 297,100명(2002년 인구 조사 기준)이다.
행정 구역상으로는 중부주에 속하며 2개 군(발레군, 은텐제루군)을 관할한다. 북서쪽으로는 나카송골라구, 서쪽으로는 루웨로구, 북쪽으로는 키오가호를 경계로 아몰라타르구와 접해 있고 동쪽으로는 카물리구, 남동쪽으로는 진자구와 접한다.

## 같이 보기
- 중부주 (우간다)
- 우간다의 행정 구역